# Cerdido
Cercido 43°37′26,87″B 7°59′42,69″T / 43,61667°B 7,98333°T là một đô thị của Tây Ban Nha ở tỉnh A Coruña trong cộng đồng tự trị của Galicia.